# الهیات دفاعی
الهیات دفاعی (به انگلیسی: Apologetics) شاخه‌ای از الهیات مسیحی است که مبنای آن فراهم‌ کردن زمینه‌ای منطقی برای ایمان مسیحی و دفاع از آن در برابر نقدها، با افشای نقص ها در جهان‌بینی‌های دیگر است. دفاعیات دینی مسیحیان، طی قرن‌ها حالتهای مختلفی را به خود اختصاص داده‌ است. این دفاعیات از پطرس رسول، یوحنای رسول و پائولس رسول در مسیحیت اولیه شروع می‌شود و با نویسندگانی چون بوئورگانوس و آگوستین ادامه پیدا می‌کند تا عصر حاضر، که به نویسندگانی چون ویلیام لِین کریگ، جان لنکس، کلایو استیپلز لوئیس، مایک لیکُنا و جردن پیترسون می‌رسد و تا امروز نیز ادامه یافته است . از جمله روش‌های این دفاعیات استناد به استدلال‌های فلسفی و تاریخی و نظریات علمی، کتب و آثار ادبی بارز و مطرح در زمینه الهیات و مسیحیت است.

## دفاع در کتاب مقدس
بسیاری از قسمت‌های دفاع مقدس مسیحی، در کتاب مقدس وجود دارد. کتاب اشعیا (۱: ۱۸) درباره دعوت خداوند است: «بیا، ما بحث خواهیم کرد.» و پطرس رسول در اولین پیام خود (۳: ۱۵) می‌گوید:«همیشه آماده باشید تا به هر کسی که از شما درباره دلیل امید درونی‌تان می‌پرسد، پاسخ قانع‌کننده‌ای بدهید.» در بخش اعمال رسولان (۱۷:۱۷) به‌عنوان مثال پائولس رسول ذکر می‌شود که او عادت داشت «علاوه بر آرووپاگوس، به یهودیان و نمازگزاران در کنیسه و هر کس که هر روز آن‌ها را در میدان شهر ملاقات می‌کرد، ذکر کند.» مسیحیان این عبارات را به عنوان انگیزه‌ای برای ایجاد دفاعی به منظور فراهم‌‌ آوردن دلایلی قابل قبول برای غیر مسیحیان در راستای اتخاذ ایمان مسیحی یا تقویت ایمان مسیحیان امروزی استفاده کرده‌اند.
علاوه بر این، مزمور (۱:۱۹) می‌گوید:«آسمان‌ها از جلال خدا سخن می‌گویند، و کشتی از کار دست‌های او گفته می‌شود.» همان‌طور که روم (۱:۲۰) می‌گوید، وجود خدا «از زمان خلقت جهان آشکار است، همان‌طور که ذهن آن را از طریق موجودات درک می‌کند، به طوری که مردم بدون بهانه‌ای به‌دست می‌آیند.» مسیحیان این بخش‌ها را با استدلال‌های منطقی برای وجود یک خالق، مانند شواهد کیهان‌شناسی (کیهانی) و تئولوژیکی  پیوند می‌دهند .

## سندیّت و اعتبار نسخه‌های کتاب مقدس (عهد قدیم و عهد جدید)

### موسی نبی (خدمتگزار خدا)، نگارندهٔ تورات (۵ کتابپیدایش،خروج،لاویان،اعداد،تثنیهدر عهد قدیم)
تورات (به انگلیسی Torah یا در زبان لاتین Pentateuch به معنای پنج‌گانه) در زبان عبری به معنی شریعت و قانون می‌باشد که به مجموعهٔ پنج کتاب: پیدایش، خروج، لاویان، اعداد و تثنیه گفته می‌شود. یهودیان و مسیحیان به صورت سنتی، قدّیس موسی را نگارندهٔ این پنج کتاب (تورات) می‌دانند.
اینکه افرادی در بین مورخان هستند که معتقدند قدّیس موسی نگارندهٔ تورات نیست، به خودی خود موضوعی را ثابت نمی‌کند. همان‌طور که می‌دانیم، امروزه تعداد زیادی از مورخان باور دارند که موسی اساساً شخصیتی افسانه‌ای است و وجود واقعی نداشته‌است، بلکه شخصیتی ساختهٔ ذهن نگارندگان یهودی بوده‌است؛ پس آیا باید نتیجه گرفت که موسی شخصیتی افسانه‌ای است؟ چرا که مورخان دیگری نیز هستند که باور دارند موسی شخصیتی تاریخی و نگارندهٔ تورات است.
در مقابل، یهودیان و مسیحیان به‌طور سنتی همواره بر اساس اشارات موجود در کتاب مقدس، بر این باور بوده‌اند که موسی نبی نگارندهٔ حقیقی تورات (پنج کتاب پیدایش، خروج، لاویان، اعداد، تثنیه) است. به نظر می‌رسد عیسی مسیح نیز موسی را نگارندهٔ تورات خوانده باشد. باید توجه داشت که امروزه پس از کشف نسخه‌های قُمران در سال ۱۹۴۷ با قطعیت می‌دانیم که تورات‌ موجود در زمان عیسی مسیح، همان است که امروزه در دسترس می‌شود. در نتیجه یهودیان و مسیحیان به صورت سنتی قائل به نگارش تورات توسط موسی نبی هستند. با این وجود، مسیحیان، هیچ‌گاه نسبت به سوالاتی همچون "چگونه ممکن است موسی نبی وفات خود را در تورات کتابت کرده باشد؟" بی‌تفاوت نبوده‌اند و نظریه‌های متفاوتی مطرح کرده‌اند. بخشی از مسیحیان معتقداند، همان خدایی که قوم اسرائیل را از میان رود/دریا به طرز معجزه‌آسایی از مصر خارج کرد، وقایع آینده (از جمله شرح درگذشت موسی نبی) را به او آشکار ساخت و موسی آن‌ها را پیش از وفات به نگارش درآورد. بخش دیگری از مسیحیان باور دارند، آیات پایانی تورات را قدّیس یوشع بن نون به فرمان خداوند، پس از درگذشت موسی نبی، نگاشت و به این ترتیب نگارش کتاب تورات بسته شده و به اتمام رسید.
به این ترتیب مسیحیان باور دارند (برخلاف آنچه در صفحهٔ نقد کتاب مقدس گفته شده) تورات کتابی است که الهام شده از روح خداوند و کلام خداست.

## پاسخ به انتقادات

### پاسخ به «نزول خدا بر قلهٔ کوه»
باید دقت شود که ادبیات استعاری در مجموعه کتاب‌های عهد قدیم از جمله در مهم‌ترین آن‌ها، یعنی تورات، حضور دارد عباراتی همچون «دست راست خدا»، «خیمهٔ خدا»، «حضور خدا بر صندوق عهد»، «حضور خداوند در ستون ابر و آتش» یا «آشکار شدن خداوند بر موسی پیامبر در بوتهٔ سوزان» همواره به معنی آشکار شدن و حضور جلال خداوند است و نه محدود بودن خداوند.
در تأیید نکات فوق، سلیمان پیامبر می‌فرماید: "و کیست که قادر باشد برای او خانه‌ای بنا کند، وقتی آسمان‌ها و فلک الافلاک قادر نیستند گنجایش او را داشته باشند؟ و من کیستم تا برای او خانه‌ای بنا کنم، مگر آنکه برای سوزاندن بخور در حضور او باشم؟"
اشعیای پیامبر چنین می‌نویسد: "بنابراین خداوند می‌فرماید: آسمان عرش من و زمین پای انداز من است، چه خانه‌ای برای من بنا خواهید کرد یا چه جایی برای آسایش من خواهد بود؟ تمام این‌ها را دست من ساخته‌است و تمام این‌ها از آن من است"
همچنین در کتاب اعمال رسولان مسیح، قدیس استیفان چنین می‌گوید: "باری تعالی (خداوند) در خانهٔ ساخت دست انسان ساکن نمی‌شود، همان طور که -خداوند از طریق اشعیای- نبی گفته‌است: آسمان عرش من و زمین پای‌انداز من است، چه خانه‌ای برای من بنا خواهید کرد یا چه جایی برای آسایش من خواهد بود؟ مگر دست من همهٔ این‌ها را نساخته؟"

### پاسخ به "خسته شدن خدا از کار آفرینش و استراحت کردن جهت رفع خستگی"
تورات در روایت آفرینش جهان، پس از اتمام دوران آفرینش، چنین می‌گوید: "پس خدا روز هفتم را مبارک خواند و آن را تقدیس نمود زیرا که در آن استراحت کرد (=آرام گرفت) از همهٔ کار خود که خدا آفرید و ساخت. سپس خداوند روز هفتم را متبارک خوانده و تقدیس نمود، زیرا او -باری تعالی- در آن -روز- استراحت کرد (=آرام گرفت) از تمام کار خود، که خدا آفریده و ساخته بود."
در وهلهٔ اول باید به نحوهٔ ترجمه و فهم متن توجه داشت. طبق الهیات و آموزهٔ کتب عهد قدیم، خستگی برای خداوند وجود ندارد. اشعیای نبی در عهد قدیم در کتاب خود چنین نوشته‌است: "آیا این را نمی‌دانی؟ آیا این را نشنیده‌ای؟ خداوند خدای ابدیّت است. او کرانه‌های زمین را می‌آفریند. او درمانده نمی‌گردد و خسته نمی‌شود. هوشمندی او را کاوش نتوان کرد."
از سوی دیگر، واژهٔ عبری‌ای که در روایت خلقت جهان در تورات به کار رفته و در متن فوق با «استراحت کردن = آرام گرفتن» به فارسی ترجمه شده، در واقع واژهٔ عبری «شَبات» است که معنی دقیق آن «عقب‌کشیدن، به معنی توقف از انجام یک فعل» است. این فعل به معنای «نگاه‌داشتن»، «برپا داشتن» یا «آرام‌گرفتن» نیز به کار برده می‌شود.
همچنین باید توجه داشت، که تورات روایت خلقت جهان در هفت روز (روز نه لزوماً به معنای ۲۴ ساعت) را به عنوان الگویی، برای تعریف هفتهٔ کاری برای انسان ترسیم می‌کند. بدین ترتیب شخص یا جامعهٔ مؤمن به آفریدگار، باید در ازای شش روز کاری، یک روز برای استراحت و توقف فعالیت کاری در نظر بگیرد، که در آن تمامی انسان‌ها، زن و مرد، جوان یا پیر، غلام یا آزاد، بومی یا غریب و حتی حیوانات و احشام، حق استراحت دارند.

### پاسخ به «نهی کردن آدم از معرفت نیک و بد»
معرفت نیک و بد در روایت خلقت انسان در بخش پیدایش کتاب تورات، به معنای تشخیص خوب و بد در صحبت‌های عادی و عامیانه و روزمره نیست. تورات در این روایت، در پی آشکار کردن این موضوع و پاسخ دادن به این سؤال است که: جهانی که خدا آن را در آغاز نیک آفرید، به چه دلیل دچار شر و بدی شده‌‌ است؟
روایت تورات برای پاسخ به این سؤال، سعی در تفهیم سه نکته به خواننده دارد:
1. شر، یا همان ابلیس در دنیا وجود دارد[۲۷]
2. انسان صاحب قدرت اختیار است که خداوند به او داده‌ است[۲۸]
3. و نکتهٔ بسیار مهم، پیش‌دانی یا پیش‌آگاهی خداوند بر فساد جهان در آینده: به این معنی که اینطور نیست که ابلیس و انسان توانسته باشند دنیایی که پروردگار آفریده فاسد کنند، بدون اینکه خداوند از قبل بر این موضوع آگاهی داشته باشد. به عبارت دیگر، به فساد کشیده شدن جهان، در خارج از محدودهٔ قدرت خداوند نیست و شیطان قدرت تخریب نقشه/ارادۀ آغازین خداوند را ندارد. پس تورات به صورت استعاری و نمادین اینچنین روایت می‌کند که خود خداوند، درختی به معنی «درخت شناخت نیک از بد»[۲۹] در باغ عدن قرار داده بود تا خواننده متوجه باشد، که «نیرنگ ابلیس» و «سو استفادهٔ انسان از قدرت انتخاب»، موضوعی غافلگیر کننده و یا خارج از دایرۀ قدرت و دانایی آفریدگار نبوده‌ و نیست.

باید دقت داشت که «معرفت نیک از بد» در این روایت به معنی «علم و دانش» نیست. همچنین نهی انسان از خوردن از «میوهٔ درخت شناخت نیک از بد» به معنی نهی انسان از «علم و دانش» نیست. علم و دانش توانایی‌ای است که خود خداوند آن را پیش‌تر به انسان داده بود، در زمانی که خداوند انسان را در باغ عدن برای «کار کردن» قرار داده بود. مراد از «شناخت نیک از بد»، آگاهی انسان به این موضوع است که انسان متوجه شد که امکان گرفتن تصمیمی غیر از تصمیم خوب را دارد. و بدین ترتیب انسان، "خوب" را (تصمیم خوب = تصمیمی که در راستای ارادهٔ الهی باشد) از "بد" (تصمیم بد= تصمیمی که در راستای ارادهٔ الهی نباشد) شناخت و از معصومیت آغازین و کودکانه خارج شد. همان‌طور که در این روایت به صورت نمادین بیان شده، انسان که از آغاز برهنه آفریده شده بود، آن را بد نمی‌دانست و از برهنگی سوءاستفاده نمی‌کرد، اما پس از اینکه از درخت «تشخیص نیک از بد» خورد، برهنگی خود را زشت دانست، چرا که حال دیگر می‌دانست/پی برده بود که می‌توان از برهنگی سوءاستفاده کرد.

### پاسخ به «گفتن این سخن نادرست به آدم که اگر از درخت معرفت بخوری خواهی مُرد»
یک اصل در کتاب مقدس، این است که پروردگار دروغ نمی‌گوید
در اینجا باید توجه داشت، که «مرگ» و «تولد» در کتاب مقدس، جدای از مفهوم رایج، به معنای معنوی -فاصله گرفتن از خدا یا پذیرفتن دعوت خدا- نیز هست. برای نمونه، عیسی مسیح در در انجیل یوحنا در خصوص مرگ و زندگی می‌فرماید:
- "... هرکه به من ایمان بیاورد، زنده خواهد ماند، حتی اگر بمیرد"[۳۳]

همچنین در مورد «تولد»، در گفت‌وگوی بین عیسی مسیح و یک روحانی یهودی به نام نیقودیموس، دربارهٔ «تولد معنوی انسان» مکتوب است:
- "در میان فریسیان مَردی به نام نیقودیموس بود از بزرگان یهود. وی شبانه نزد عیسی آمده به او گفت: استاد، ما می‌دانیم که تو از سوی خدا چون استاد آمده‌ای، زیرا هیچ‌کس نمی‌تواند این نشانه‌هایی را که تو انجام می‌دهی انجام دهد، مگر آن که خدا با او باشد. عیسی در پاسخ به او گفت: آمین، آمین، به تو می‌گویم، هیچ‌کس نمی‌تواند ملکوت خدا را ببیند، مگر آن که از بالا زاده -متولد- شود. نیقودیموس به او گفت: چگونه ممکن است که انسان زاده شود، وقتی که سالخورده باشد؟ آیا می‌تواند بار دیگر در رحم مادرش وارد شده دوباره زاده شود؟ عیسی پاسخ داد: آمین، آمین، به تو می‌گویم، هیچ‌کس نمی‌تواند وارد ملکوت خدا گردد، مگر آنکه از آب و روح زاده شود. آن چه از تَن زاده شده، تَن است، آنچه از روح زاده شده، روح. تعجب مکن اگر به تو گفتم: شما بایستی از بالا زاده شوید."[۳۴]

به همین ترتیب، "مرگ" نیز در روایت خلقت انسان در تورات، به معنای «مرگ روحانی انسان» به کار برده شده. در بخش عهد جدید از کتاب‌مقدس چنین آمده:
- "زیرا همان گونه که همگی در آدم [ابولبشر] می‌میرند، پس نیز همگی در مسیح زندگی باز خواهند یافت"[۳۵]
- «و شما در خطاها و گناهانتان مُرده بودید»[۳۶]

همچنین، در کتاب حزقیال نبی چنین مکتوب است:
- "شخصی که گناه کند، خواهد مُرد (می‌میرد)"[۳۷]

به وضوح می‌توان دید، که "مرگ" و "زندگی" در کتاب مقدس، علاوه بر معنای حیات و مرگ جسمی، به معنای حیات و مرگ معنوی و روح انسان نیز هست. به این ترتیب، "گناه انسان (آدم و حوا)" و نافرمانی او از فرمان خالق خود، که به "بیرون شدن او از باغ عدن" منجر شد، به منزلهٔ «مرگ» او است. در نتیجه مبرهن است که خداوند خطاب به انسان (آدم و حوا) دروغ یا سخن نادرست نگفته‌ است و کتاب‌مقدس هرگز به خداوند نسبت دروغ‌گویی نمی‌دهد.

### پاسخ به «نسبت دادن صفات مثبت به شیطان و هدایت حوا توسط شیطان به استفاده از درخت معرفت»
همان‌طور که در دو بند بالا اشاره شد، شیطان در کتاب مقدس باعث وسوسهٔ انسان (آدم و حوا) و سو استفادهٔ انسان (آدم و حوا) از قدرت اختیار خود شد. خوردن از میوهٔ «درخت معرفت نیک از بد»، در این روایت نمادین، باعث گشوده شدن چشم انسان (آدم و حوا) به این واقعیت بود، که این امکان وجود دارد، که انسان «بدی» و «شر» را با استفاده از قدرت اختیار خود ببیند (= بر آن آگاهی یابد، آن را تشخیص دهد) و در جهت آن گام بردارد. به عبارت دیگر، انسان (آدم و حوا) متوجه شد که می‌توان در دنیایی که خداوند آن را نیک آفرید، می‌توان بدی و شر در آن ایجاد کرد و در جهت آن گام برداشت. به این ترتیب انسان معصومیت آغازین خود را از دست داد و در نتیجهٔ این عمل خود، از باغ عدن بیرون شد. این بیرون رفتن از باغ عدن و دنیای نیک خداوند، به مثابه مرگ انسان (آدم و حوا) به معتای روحانی است.
بنابراین روشن است که روایت کتاب مقدس در باب خلقت انسان، هیچ صفت مثبتی برای شیطان به دست نمی‌دهد.

### پاسخ به «راه رفتن خدا در باغ»
همان‌طور که در بندهای بالا اشاره شد، در بخش‌های مختلف کتاب مقدس، از عبارات استعاری برای بیان منظور استفاده شده‌است. هرچند بسیار اشتباه خواهد بود اگر این عبارات را به معنای تحت اللفظی آن‌ها در نظر بگیریم.
باید اشاره کرد، که راه رفتن یا سکونت خداوند با مردم باایمان، نشان‌گر «نزدیک بودن به خداوند» و «حضور روح خداوند بین مردم ایماندار» است، نه به معنای حضور جسمانی و فیزیکی آن. «راه رفتن با خداوند» و «طریق پیمودن بر اساس فرمان‌های خداوند» عبارتی است که در کتاب مقدس بارها به کار برده شده‌است.
در این باره می‌توان به آیات ذیل توجه کرد:
- "من در میان بنی اسرائیل مسکن خواهم گزید و خدای ایشان خواهم بود. و خواهند دانست که من یهوه، خدای ایشان هستم که آنان را از سرزمین مصر بیرون آوردم، تا در میانشان ساکن شوم، من، یهوه، خدای ایشان"[۴۰]
- "در میان شما راه خواهم رفت، خدای شما خواهم بود و شما قوم من خواهید بود"[۴۱]
- "با بی‌ایمانان در یوغ ناموزون نشوید؛ زیرا چه رابطه‌ای میان عدالت و بی‌قانونی است؟ یا چه پیوندی میان روشنایی و ظلمات است؟ و چه تفاهمی بین مسیح و بلیعال (= شیطان یا بت)؟ یا چه سهمی برای باایمان و بی‌ایمان است؟ و چه توافقی قدس خدا (=معبد مقدس خدا) با بت‌ها دارد؟ زیرا ما قدس خدای زنده هستیم، بنابر آنچه خدا گفته‌است: در میان ایشان سکونت خواهم کرد و راه خواهم رفت و خدای ایشان خواهم بود و ایشان قوم من خواهند بود. بدین سبب از میان ایشان بیرون شوید و به کنار بروید. خداوند می‌گوید: و به ناپاک دست نزنید و من شما را خواهم پذیرفت. و من برای شما پدر خواهم بود و شما برای من پسران و دختران، چنین می‌گوید خداوند قادر متعال"[۴۲]
- همچنین در مورد خنوخ، که مردی درست کار بود، این درست کاری و تبعیت او از پروردگار با عبارت "راه رفتن با خداً توصیف شده‌است: "خنوخ با خدا راه رفت، سپس ناپیدا شد، زیرا خدا او را برگرفته بود"[۴۳]
- در مزامیر مکتوب است "خواستم تا اُمّت من گوش سپار من باشد و اسرائیل به راه‌های من برود"[۴۴]
- موسی پیامبر در دعای خود به خداوند در تورات چنین می‌فرماید: "پس اکنون، چنانچه به راستی در نظرت التفات یافته‌ام، باشد که طریق‌های (= راه‌های) خود را من بشناسان، تا تو را بشناسم، تا در نظرت فیض یابم"[۴۵]

همان‌طور که از ارجاع‌های بالا بر می‌آید، «راه رفتن خدا»، «سکونت خدا» یا به صورت کلی، عبارت «راه رفتن»، به معنای «معیّت و همراهی» است، نه راه رفتن به معنای فیزیکی آن. تورات این مطلب را به خواننده در قالب روایتِ پیدایشِ آغازینِ انسان می‌رساند، که بشر (آدم و حوا)، قبل از گناه اولیهٔ خود، همراهی و معیّت خالق خود را در باغ عدن داشت. بشر پس از پا گذاشتن به دنیایی که با قدرت اختیار خود، به سوی گناه قدم برمی‌دارد و در مقابل «قدم زدن با خدا» یا «همراهی و معیت خداوند» از دست رفت. از آن پس، همواره این «قدم زدن با خداوند» به یک هدف و آرزو برای انسان‌های حقیقت‌طلب تبدیل شده‌است.

### پاسخ به «گم کردن آدم و حوا در باغ بعد از اینکه آن دو خود را در میان درختان پنهان کردند» و «بی اطلاعی خداوند از اینکه آدم و حوا از درخت خورده‌اند»
متن کتب عهد قدیم و عهد جدید، و به ویژه عهد قدیم، به دنبال ترسیم یک گفت و گو میان خدا و انسان است. سؤالی که خداوند در تورات خطاب به انسان (آدم و حوا) مطرح می‌کند، نشان‌دهنده ندانستن و عدم اطلاع نیست. در تورات دو مرتبه پرسش مشابه دیگری نیز از سوی خداوند خطاب به قائن (قابیل) مطرح می‌شود، پس از آن که برادر خود، هابیل را به قتل رساند:
- "یهوه به قائن گفت: برادرت هابیل کجاست؟ گفت: نمی‌دانم، مگر من نگهبان برادرم هستم؟ [یهوه] گفت: چه کرده‌ای؟ صدای خون برادرت از زمین به سوی من فریاد برمی‌آورد"[۴۶]

همان‌طور که در نقل فوق از تورات، مشهود است، این پرسش از سوی خدا خطاب به قائن، نشان دهندهٔ عدم علم خدا به عمل قائن نیست. خداوند می‌دانست که قائن مرتکب قتل برادر خود شده‌است. با این حال این سؤال از قائن، نشان دهندهٔ این است که خداوند در مقام قاضی و عالِم به پیدا و پنهان، به شخص گناه‌کار این فرصت را می‌دهد، تا خود نزد خدا به گناه خود اعتراف کند. وقتی قائن با سرکشی و تکبّر در مقابل خداوند، واقعیت را انکار می‌کند، خداوند خود گناه او را آشکار می‌سازد.
به طریق مشابه، خداوند پس از گناه آغازین انسان (آدم و حوا)، از او سؤال می‌کند. در ضمن این سؤال، دو موضوع بیان می‌شود:
1. خداوند با وجود علم و آگاهی از گناه انسان (آدم و حوا)، در ابتدا از او سؤال می‌کند و به او فرصت اعتراف قلبی را می‌دهد.
2. اینکه پس از گناه بشر، این پروردگار است که در پی انسان گمگشته و گناهکار می‌آید و او را صدا می‌زند. این انسان (آدم و حوا) نبود که پس از انجام گناه به سوی خالق خود بازگشت، و نزد او توبه کرد، بلکه خدا بود که او را صدا زد و از او پرسید "کجا هستی؟".

کتاب مقدس در خصوص علم نامحدود خداوند چنین می‌فرماید:
- "آیا اعجاز نوسان ابرها را می‌دانی، که اعجاز استادِ دانش (= معجزهٔ خداوند صاحب عِلم و دانش) است؟"[۴۷]
- "حتی پیش از آن که کلمه‌ای به زبان بیاورم، خداوندا، تو آن را تماماً می‌دانی"[۴۸]
- "زیرا سخن خدا زنده و فعال است، و برّنده تر از هر شمشیر دو دَم و تا جدا کردن روح از جان، مفاصل و نیز معز استخوان‌ها نفوذ می‌کند و نیت‌ها افکار دل را تشخیص می‌دهد. و در مقابل او آفریده‌ای نامرئی وجود ندارد، بلکه همه چیز عریان و بی پرده است به چشمان آن کس که باید به او حساب پس بدهیم"[۴۹]

### پاسخ به «دلالت خدا بر یکسان بودن خودش و فرشتگانش از جهت درک و شعور و اینکه آدم هم با خوردن از درخت مثل آنها شده‌است»
روایت مذکور در کتاب مقدس در صدد بیان این مطلب است، که انسان، پس از خوردن از میوهٔ «درخت شناخت نیک از بد»، به این موضوع پی برد، که می‌تواند از «قدرت اختیار» خود سوءاستفاده کند و در جهتی خلاف ارادهٔ خداوند قدم بردارد. به این معنا که انسان پس از آفرینش جهان توسط خداوند، که جهانی تماماً نیک بود، مفهوم خوب و بد را تعریف کرد، و پس از آن، در مقاطع مختلف در راستای «بدی» گام برداشت. به صورت نمادین و استعاری، «عریان بودن» که قبل از تشخیص نیک از بد، به خودی خود «بد» نبود، انسان «بد» بودن را به «عریان بودن» نسبت داد، چرا که می‌دانست می‌توان از «عریان بودن» سوءاستفاده کرد، به همین جهت برای جلوگیری از این سوءاستفاده، به استفاده از پوشش یا لباس روی آورد.
به صورت خلاصه:
- خداوند همواره از آغاز آفرینش می‌دانست، که انسان پتانسیل و قابلیت این را دارد که از طبیعت (به‌طور مثال، از رابطهٔ طبیعی خدادادی بین زن و مرد) سوءاستفاده کند و مرتکب گناهان شود.
- انسان پس از خوردن از درخت نیک از بد، همچون خداوند، متوجه این قضیه شد، که می‌تواند از طبیعت (به‌طور مثال، از رابطهٔ طبیعی خدادادی بین زن و مرد) سوءاستفاده کرد و مرتکب گناهان مختلف شد (برای مثال، مرتکب گناهان اخلاقی ای همچون تجاوز و سایر روابط ناسالم). از این حیث، انسان، همچون خداوند شد، و وارد دنیایی شد که بر قابلیت «گناه کردن» و «سوءاستفاده از طبیعت» علم و آگاهی پیدا کرد.

### پاسخ به «پشیمان و ناراحت شدن خدا از آفرینش انسان و اینکه از عواقب این خلقتش خبر نداشته»
ابتدا اشاره به این نکته لازم است که در کتاب‌های عهد قدیم و عهد جدید، بارها به علم مطلق خداوند اشاره شده. به عنوان مثال در اشاره به علم مطلق و پیش دانی خداوند چنین مکتوب است:
- "حتی پیش از آن که کلمه ای به زبان بیاورم، خداوندا، تو آن را تماماً می‌دانی"[۴۸]
- "رویدادهای نخستین و دور را به یاد آورید، آری من خدا هستم و خدای دیگری نیست. من خدا هستم و هیچ‌کس همچون من نیست. از آغاز اعلام می‌کنم، آنچه را که روی خواهد داد، و از زمان‌ها کهن، آنچه را که هنوز روی نداده؛ می‌گویم، طرح من تحقق خواهد یافت و تمامی اراده ام را به انجام خواهم رساند"[۵۱]

اما در خصوص «محزون گردیدن خدا و پشیمانی از خلقت» باید به ادبیات کتاب مقدس توجه کرد. همان‌طور که در پاسخ به انتقادات قبلی نیز مطرح شد، متن کتاب مقدس، یک متن ادبی است، به ویژه در بخش پیدایش از کتاب تورات. در بخش‌های مختلف کتاب مقدس، از عبارات استعاری برای بیان منظور استفاده شده‌است. هرچند بسیار اشتباه خواهد بود اگر این عبارات را به معنای تحت اللفظی آن‌ها در نظر بگیریم. بخش پیدایش از کتاب تورات، روایت رابطهٔ خداوند به عنوان خالق و انسان به عنوان مخلوق را در قالب واژه‌ها و عباراتی که نمایان گر احساس محبت یا غم است به زبان انسانی بیان می‌کند. در نتیجه نه فقط در کتاب مقدس و تورات، بلکه ایمان داران به خدا، برای بیان یا توصیف یک عمل از سوی خداوند، همواره از «زبان انسانی» استفاده می‌کنند؛ مثلاً اینکه «خداوند از انسان خشنود می‌گردد» یا «خداوند از اعمال نادرست انسان ناراحت می‌گردد». اینها همه عباراتی هستند به زبان انسانی، که به معنای فلسفی نباید آن‌ها را درک کرد، بلکه به عنوان عباراتی که برای انسان قابل فهم هستند.
به همین ترتیب اینکه «خداوند از آفرینش انسان محزون گردید و از آفریدهٔ خود پشیمان شد» به معنای عدم علم خداوند به آینده نیست، بلکه نشان گر این است که انسان، با سوءاستفاده از قدرت اختیار و اعمال خود، خداوند را «آزرده خاطر کرد»، «رنجاند» یا «خداوند را از خود ناامید کرد». می‌دانیم که حتی همهٔ این عبارات، کلماتی است که خداوند در کتاب خود، برای توصیف خود به‌طور قابل درک و فهم و به زبان انسان‌ها است، تا خواننده بتواند تصوری از «حس» در این روایت داشته باشد. به‌طور خلاصه هدف متن تورات بیان این است:
خداوند انسان را دوست داشت (و دارد)، اما انسان آن طور که باید، به خداوند پاسخ شایسته و در خور نداد و با بی اعتنایی به محبت خداوند و سرپیچی از او (خداوند)، او را از خود رنجاند.

### پاسخ به «کُشتی گرفتن خدا با یعقوب و شکست خداوند و برکت گرفتن با زور»
روایت مذکور که در کتاب تورات بیان شده، به هیچ وجه یک روایت تحت اللفظی برای نشان دادن زور و قدرت جسمی نیست. چهره‌های مطرحی از مسیحیت و یهودیت نیز اشاره کرده‌اند که این مبارزه یک «رؤیا» یا حالت روحی ای بوده که یعقوب آن را تجربه کرده‌است.
ابتدا مختصراً می‌پردازیم به اینکه این روایت در بارهٔ چه موضوعی است. باید توجه داشت، روایت «کُشتی» یا «مبارزهٔ یعقوب با خدا»، در میانهٔ بازگویی روایت «آماده شدن یعقوب برای روبرو شدن با برادرش عیسو»، پس از بیست سال جدایی میان این دو برادر است. در میانهٔ بازگوی واقعهٔ رویارویی یعقوب با برادرش، که یعقوب انتظار داشت با جنگ و خونریزی همراه باشد، تورات احوال یعقوب را از شبِ قبل از ملاقاتِ دو برادر شرح می‌دهد. در این شب، یعقوب تمام خانواده و احشام خود را از رود اُردن گذرانده بود، و خودش به عنوان نفر آخر در سمت دیگر رود اُردن باقی مانده بود و «هیچ‌کس دیگری همراهش نبود».
حال می‌پردازیم به روایت مورد انتقاد «کُشتی» یا «مبارزهٔ یعقوب با خدا». همچنان که در بالاتر اشاره شد، به عقیدهٔ چهره‌های مطرح مسیحی و یهودی، مبارزهٔ مورد بحث، یک مبارزهٔ عرفانی است، و نه مبارزهٔ فیزیکی. تورات بیان می‌کند که در آن شب، یک «مَرد» با یعقوب مبارزه کرد. قابل توجه است که تورات از یک «مَرد» نام می‌برد. اطلاع بیشتری به دست نمی‌دهد. حتی پس از مبارزه نیز آن مَرد نام خود را به یعقوب نمی‌گوید. اما براساس گفتهٔ یعقوب که "... خداوند را رو در رو دیدم و حیاتم محفوظ ماند…" می‌توان دریافت که آن «مَرد» دربردارندهٔ تجلّی ظهور خداوند بوده‌است، هرچند نه به معنای تجسم خدا که بت پرستان به آن معتقد بوده‌اند، بلکه تجلی قدرت خداوند در قالب یک «مَرد». همانند آن آتشی که در بوتهٔ سوزان نشان گر حضور تجلی خدا در مواجهٔ با موسی نبی بود. تورات در مواقع مختلفی از حضور تجلی خداوند در قالب یک "فرشته" یا یک "انسان" یا "آتش"، "طوفان" و غیره، به عنوان مظهر حضور خداوند، به صورتی که برای حواس شش گانهٔ بشری قابل درک باشد، نام برده‌است. اما نکته ای که باید توجه داشت، این است که تورات این موارد فقط به عنوان مظهری برای حضور قدرت و تجلّی حضور او نام می‌برد و نه همچون تجسمی و "خودِ واقعیِ خداً که بت پرستان به آن قائل بودند؛ زیرا خداوند در تورات به موسی نبی می‌فرماید " نمی‌توانی رویِ مَرا ببینی، زیرا انسان نمی‌تواند مرا ببیند و زنده بماند". اما در ادامه، خداوند به موسی نبی "جلال" یا "تجلی حضور" یا "تجلی قدرت" خود را نشان می‌دهد. همچنین در کتاب هوشع نبی در کتاب مقدس نیز به روایت مبارزهٔ یعقوب اشاره شده‌است، که می‌فرماید: "با فرشته زورآزمایی کرد و بر او چیره شد، گریست و از او التماس کرد". پس در مجموع این موضوع آشکار است، که در روایت مورد بحث، تورات هرگز خداوند را همچون خدایان محدود و تجسمی بت‌پرستان توصیف نمی‌کند، بلکه صرفاً از حضور جلال خدا در قالب یک «مَرد» یا به عبارت دیگر «فرشته» سخن آمده.

### پاسخ به «بیان تثلیث»
در کتاب‌مقدس، چه در بخش عهد قدیم، چه در بخش عهدجدید، خداوند خدا، پروردگار و خالق یکتای واحد متعال، خود را به طُرُق مختلف خود را بر انسان آشکار و قابل درک ساخته و می‌سازد. مسیحیان -و همچنین محققانِ کتاب‌مقدس-، بر اساس متن کتاب مقدس، به این نتیجه می‌رسند، که هرچند واژهٔ «تثلیث» در کتاب‌مقدس ذکر نشده، اما تعالیم و آموزه‌های آن، تعریف و مفهوم «تثلیث» را بیان می‌کند؛ لذا مسیحیان معتقد به تثلیثِ خدایِ یکتا دارند، به عنوان توصیفی که پروردگار از خود در کتاب خود، کتاب‌مقدس، به انسان داده‌است. باید توجه داشت که درک کامل خداوند برای فهم محدود انسان غیرممکن است و به همین ترتیب تثلیث خدای یگانه نیز طبیعتاً برای انسان هیچ‌گاه به صورت کامل قابل درک نخواهد بود. برای مثال عدالت بی‌نهایت خداوند و بخشش بی‌نهایت خداوند به صورت هم‌زمان هیچگاه برای انسان به‌طور کامل قابل درک نخواهد بود، اما به هر صورت به باور مسیحیان، خداوند هم بخشش بی‌نهایت است و هم عدالت بی‌نهایت. به همین ترتیب درک تثلیث خدای یگانه برای انسان هیچ‌گاه به صورت کامل قابل درک نخواهد بود. بنا بر این توضیحات داده شده در ادامه، صرفاً کوششی است از ارائهٔ یک توضیح از مفهوم کلّی و بنیادین تثلیث پروردگار یکتا.
بدون شک توصیف خداوند -همچنین تثلیث خدای یگانه- در یک متن کوتاه ممکن نیست، با این وجود چند نکته مهم قابل اشاره است:
1. طبق کتاب‌مقدس (شامل هر دو بخش عهد قدیم و عهد جدید) خداوند، خدا، پروردگار مطلق یکتای هستی بخش، خدای واحد یگانهٔ بدون شریک است و این مهم‌ترین فرمان خدا به انسان‌های ایمان‌دار است.[۶۲]
2. انسان موظف به پرستش پروردگار یکتاست و فقط و فقط او را باید بپرستد.[۶۳][۶۴]
3. تثلیث به معنای وجود سه‌خدایی نیست. تثلیث همچنین به معنای شریک قرار دادن دیگری غیر از خدا در الهیت نیست. تثلیث به معنای سه قسمت یا سه بخش بودن و تفکیک‌پذیری خدا نیست.[۶۵][۶۶]
4. خداوند هم‌زمانی که «پدر آسمانی» است، روح پاک یا «روح‌القدس» نیز هست که در وجود و فکر زنان و مردان با ایمانِ صادق و پاک ساکن است، و هم‌زمان در وجود عیسی‌مسیح، به عنوان «پسر یگانهٔ خداوند»، «کلمه» یا همان «کلمهٔ خدا» خود را متجلی ساخته‌است. به عبارت دیگر، پروردگار عالم هم‌زمانی که در عیسی‌مسیح جسم محدود انسان پوشید،[۶۷] در همان حال در تمام دنیا حاضر است و «پدر آسمانی» انسان‌هاست و در همان حال، به عنوان روح پاک یا روح‌القدس در فکر و جان انسان‌های باایمان و صادق سکونت دارد.
5. خداوند یگانه، خود را برای انسان و در دیدِ انسان، به سه طریق آشکار و مکشوف می‌سازد:

*** خداوند، خدا، یهوه، پدر: به عنوان پدر یا پدر آسمانی انسان‌ها به معنای حامی انسان‌های مؤمن در مقابل شیطان، که در کلام انجیل پدر بی‌ایمانان یا ریاکاران مذهبی‌نماست و همچنین بی‌ایمانان یا مذهبی‌نماهای ریاکار فاسد، فرزند پدر خود شیطان هستند؛ لازم است ذکر شود که خداوند بدون جنسیت است. این موضوعی است که مسیحیان از ابتدای مسیحیت بر آن واقف بوده‌اند، پس باید دقت داشت که عنوان «پدر» یا «پدر آسمانی» برای خدا، نباید موجب این اشتباه شود، که خدا را دارای جنسیت دانست. عنوان «پدر» یا «پدر آسمانی»، صرفاً «عنوان» ی است که خداوند آن را بنا بر حکمت خود، که لزوماً بر ما انسان‌ها دانسته نیست، برگزیده است.
*** خداوند، خدا، یهوه، پسر: از طریق عیسی به عنوان انسان، آن پیکر انسانی را مقدس و مسح کرده -و به همین دلیل وی عیسی مسیح خوانده می‌شود- و با عنوان خداوند پسر خوانده می‌شود. جسم انسانی عیسی‌مسیح صرفاً یک انسان است با تمام نواقص جسم انسانی، اما حضور تجلی خداوند در وی، به عنوان بُعد دوم از آشکار ساختن خدا به انسان در نظر گرفته می‌شود. این بُعد شناختی از خداوند بسیار حائز اهمیت است، چرا که خداوند در این بُعد از خود -علی‌رغم قدرت نامحدود خود- جسم انسان بر خود گرفت و داوطلبانه خود را به دست انسان‌های مذهبی‌نمای ریاکار سپرد و بر صلیب کشیده شد، تا به انسان نشان داده شود، که انسان‌ها همواره به قدری در ریاکاری و خودخواهی غرق هستند، که برخلاف صحبت از دین و ایمان، خود خداوند را بر صلیب می‌کشند. به عبارت دیگر، عیسی‌مسیح که «کلمهٔ خدا» در جسم انسانی بود، توسط ریاکاری و گناه انسان بر بالای صلیب کشیده شد و انسان فکر کرد که «کلمهٔ مقدس خدا» را نابود کرده، در حالی‌ که خداوند جسم انسانی عیسی‌مسیح را که «معبد خدا» یا «خانهٔ خدا» بود، سه روز بعد از کشته شدن، برخیزاند. باید توجه داشت، بر صلیب کشیده‌ شده و کشته شدن خداوند در جسم انسانی عیسی‌مسیح، به هیچ وجه به معنای نابودی خداوند نیست، زیرا خداوند روح است. کشته شدن خدا، صرفاً تصویری است که از دید انسان درک می‌شود، به این معنی که «کلمهٔ خدا» دیگر در معبد خدا و به بُعد انسانی عیسی‌مسیح خود را متجلّی نمی‌سازد. اما این سؤال مطرح می‌شود که چرا خداوند عنوان «پسر» را برای خود برگزیده است؟ آیا یعنی خداوند مثل انسان‌ها یا حیوانات که مخلوق او هستند، تولید مثل می‌کند؟ خیر، به هیچ وجه. عنوان «پسر» را خداوند به این سبب برای خود برگزیده است، که از آنجا که انسان‌های مؤمن در کتاب‌مقدس با عنوان «دختران و پسران خدا» یا «فرزندان خدا» خوانده می‌شوند، عیسی‌مسیح نماد «فرزند خدا» بودن است، زیرا از دید انجیل، تنها عیسی‌مسیح بود، که به دلیل خداوند بودن، در طبیعت انسانی و فیزیکی، مرتکب هیچ گناهی نشد. به همین سبب، عیسی‌مسیح، که مظهر تجلی خداوند بر انسان است، به عنوان «پسر» یا «پسر خدا» یا «فرزند خدا» به عنوان الگو برای تمام انسان‌هاست و مظهر «فرزند راستین برای پروردگار» است که می‌خواهند «دختران و پسران خداوند یکتا» باشند. مجدداً نیاز به یادآوری است، که عیسی‌مسیح در قالب یک انسان، تمام ضعف‌ها و نواقص یک انسان را داشت، نیاز به غذا، آب، خواب و غیره و به عنوان یک انسان کامل، «خدا، پدر آسمانی» را در «روح‌القدس، روح خدا، که خود خداست» پرستش می‌کرد، چرا که هرچند خود «پسر، کلمه، که خود خداست» بود، اما خود را فروتن ساخته و به عنوان یک انسانِ کامل زیست. مسیحیان بدن فیزیکی و جسمانی عیسی‌مسیح را صرفاً یک انسان یا «معبد خدا» می‌دانند که مقدس است، اما هرگز همچون بت‌پرستان یا افسانه‌های یونانی، هرگز خدا را دارای دست و پای انسانی نمی‌دانند و پیکر جسمانی عیسی‌مسیح را پرستش نمی‌کنند، بلکه «پسر/کلمه/خدا» را در قالب تثلیث خدای یکتا، «پدر، پسر، روح‌القدس» می‌پرستند.
*** خداوند، خدا، یهوه، روح‌القدس: همان «روح پاک» است. خداوند به همان مقداری که یک انسان به معنای واقعی و با صداقت، خواهان و دوست‌دارِ خالق خود، خداوند متعال یکتا باشد، در فکر و ذهن و وجود آن شخص حضور خواهد داشت و به عبارت دیگر، آن پیکر و بدن آن شخص، معبد یا خانهٔ خداوند خواهد بود. اینچنین شخص مؤمنی، عیسی‌مسیح را که «معبد منتخب خدا» و «فرزند یگانهٔ خدا» و الگوی تمام مؤمنان است، الگوی خود قرار می‌دهد، تا «دختر یا پسر خدا» و به عبارتی «معبد خدا» باشد. شخص ایمان‌دار مسیحی، «روح‌القدس/روح پاک، که خود خداست» را در معبدِ بدن و تنِ خود، به دیدهٔ منطق و قلب می‌بیند و می‌پرستد. به این طریق، این انسان، می‌داند که گناه کردن و آسیب زدن به خود، در واقع گناه و آسیب به «معبد خدا» می‌باشد که همانا بدن خود آن شخص است.
==> در نهایت این شناختی است که عیسی مسیح، که خود "کلمهٔ خدا" و "تجلی خداوند" است، از پروردگار قادر مطلق یکتا، خالق جهان در انجیل می‌دهد: "پس بروید و جهانیان را شاگردان سازید، و آنان را به نام پدر و پسر و روح‌القدس تعمید دهید". نکتهٔ قابل توجه در این آیهٔ انجیل این است که، عیسی‌مسیح به تعمید "به نام (Name) (مفرد) پدر و پسر و روح القدس" فرمان می‌دهد، نه به "نام های (Names)" (جمع) که اشاره‌ای بر یگانگی خداوند در عین تثلیث خداوند است.

### پاسخ به «خدای فریبنده»
انتقاد مطرح شده، ناشی از نگاه بسیار سطحی به کتاب اِرمیا، باب ۲۰، آیهٔ ۷ است، چرا که اِرمیای نبی به الهام از روح خدا، در این آیات به سبب سختی‌ها و شکنجه‌های ناشی از پیامبری خود با خالق خود درد دل می‌کند، در عین حالی که خداوند را دوست دارد و در نهایت به او توکل می‌کند، چرا که اِرمیای نبی در ادامهٔ همین آیهٔ ۷، به الهام از روح القدس، در آیهٔ ۱۱ تا ۱۳ از توکّل و عشق خود به خداوند، می‌نویسد و خالق خود را ستایش می‌کند. پیام این بخش از کلام خدا از زبان اِرمیای نبی، نشان دادن این موضوع به مخاطب است که هر شخصی حتی اگر نبی خدا هم باشد، در هنگام قدم برداشتن در راه خدا، ممکن است به چنان سختی‌هایی برخورد کند، که گاهی جانش به سطوح می‌آید و در پیشگاه خداوند و به حالت گریستن و درددل از او شکایت می‌کند، در حالی که در فکر و دل خودش خدا را دوست دارد، و در مقابل، خداوند درددل این شخص خداپرست درستکار را به هیچ وجه به دیدهٔ بدی نمی‌بیند. این بخش از کتاب اِرمیای نبی و حتی کلّ کتاب مراثی اِرمیا، این پیام را به مخاطب می‌رساند، که خداوند درددل‌های انسان درستکار را در اوج سختی و حتی گریستن و شکایت از خدا را در قالب راز و نیاز با صبوری می‌شنود و اجازهٔ گشودن درد دل را به انسان‌های پاک دل می‌دهد و از آن آزرده نمی‌شود، و بلکه خداوند از انسان می‌خواهد، تا انسان حتی در اوج سختی خود، با خداوند درددل کند و حتی از وضعیت مشقّت بار خود در نزد خدا شکایت کند، در حالی که در نهایت باز مجدداً پس از خالی کردن دل خود، به خداوند توکّل کند.
در نگاه دیگر، عبارت «فریفته شدن» در کتاب اِرمیای نبی، می‌تواند به معنای فریفته شدن و عشق آن نبی، به خداوند و رنج کشیدن برای خداوند باشد، چرا که این نبی به الهام از روح القدس چنین می‌نویسد: "[با خود] گفتم: دیگر از او -خدا- ذکری به میان نخواهم آورد و دیگر به نام او سخن نخواهم گفت، اما آن در دلم همچون آتشی سوزان بود، محبوس در استخوان‌هایم، از خودداری خسته شدم و دیگر قادر به آن نخواهم بود". برای اِرمیای نبی، هرچند پیامبری و نبوت باعث رنج و زحمت جسم اوست، اما از محبت و عشق به خدا، نمی‌تواند سکوت کند و با وجود تمام شکایت‌ها و سختی‌ها، کلام خدا همچون آتشی در استخوان است و نمی‌تواند آن را به مردم نگوید و از بیان کلام خدا بین مردم خودداری کند.

### پاسخ به «تجسم خدا و اتحاد او با گوشت و خون پیروان خود»
در خصوص کالبد انسانی گرفتن «خدا» یا «کلمهٔ خدا» که در انجیل یوحنا، باب ۱، آیهٔ ۱، مراجعه کنید به توضیحات موجود در بند بالاتر تحت عنوان «در پاسخ به بیان تثلیث». قابل ذکر است که باور مسیحیان بر اینکه خداوند در جسم عیسی مسیح، که همان معبد یا خانهٔ مقدس خداست، برگرفته از تعالیم انجیل است که حضور خداوند در جسم عیسی، آن خانه یا معبد را با ذکر نام دیگر عیسی بیان می‌کند: نام دیگر عیسی، عمانوئیل است که در زبان عبری یعنی: خدا با ما. این نام را اِشعیای نبی در کتاب خود نیز برای مسیح ذکر می‌کند.
اما در خصوص یکی شدن خداوند یا ساکن شدن روح پاک خداوند -روح القدس- که خود خداوند است، در وجود انسان‌های با ایمان و صادق، احتمالاً منظور عشای ربانی ذکر شده در انجیل است، که این نمادی است که مسیحیان انتقادی به آن وارد نمی‌دانند، بلکه آن را نشانهٔ وحدت و یکپارچگی قلمداد می‌کنند و با شستن پای یکدیگر، که نشانهٔ خضوع و خدمت به یکدیگر است، از فرمان خدا پیروی می‌کنند.

### پاسخ به «تبدیل آب به شراب به عنوان اولین معجزه»
در بخش عهد قدیم از کتاب مقدس، اعتیاد به الکل و میگساری و مستی غیرقابل کنترل جزو اعمال نادرست و مذموم خوانده شده و در بخش عهد جدید صراحتاً حرام اعلام شد، امّا استفادهٔ کنترل شده از الکل منعی ندارد. درنتیجه مسیحیان انتقادی به معجزهٔ «تبدیل آب به شراب» توسط عیسی مسیح وارد نمی‌دانند.

### پاسخ به "مستی مکررلوطپیامبر و زنای او با دو دخترش"
نکتهٔ اول اینکه، لوط در کتاب مقدس هیچگاه به عنوان "پیامبر" یا "نبی" معرفی نشده‌است، بلکه صرفاً به عنوان شخصی که نسبت به شرایط زمانی و فرهنگی حاکم در محل زندگی خود موضع صحیح‌تری داشت و به همین دلیل کتاب مقدس او را درستکار می‌خواند و آن طور که خداوند از زبان پطرس رسول می‌فرماید، لوط "... هر روز با دیدن و شنیدن بی اخلاقی آنان آزرده می‌شد" و احتمالاً اهالی شهر خود را به خاطر همجنس باز بودن سرزنش می‌کرده، طوری که مردم شهر سدوم - آن طور که خداوند در تورات می‌فرماید- می‌گفتند "[لوط] مثل یک داور (قاضی) رفتار می‌کند". لوط در مقیاس با اصول اخلاقی ارائه شده در یهودیت و مسیحیت که قرن‌ها بعد ظهور کردند به هیچ وجه شخص ایده‌آلی نبود. هنگامی که فرشتگان خداوند به ظاهرِ دو مَرد به خانهٔ لوط آمده بودند، تا او و اهالی خانهٔ او را دربارهٔ بلا و مجازاتی که خداوند بر شهر سدوم و عموره خواهد آورد با خبر سازند، اهالی شهر -به قصد تجاوز و همجنس‌گرایی- بر در خانهٔ لوط آمدند و از لوط خواستند تا مهمانان خود را به دست اهالی شهر بسپارد. لوط از این نظر که در مقابل خواستهٔ آنان ایستادگی کرد، کار درستی کرد، اما راه چاره‌ای که با خود اندیشید، پیشنهاد داد تا دختران باکرهٔ خود را به دست آنان بسپارد. این راه حل اخلاقی درستی نبود و خداوند در هیچ جایی از کتاب مقدس این راه حل او را به هیچ وجه تأیید نمی‌کند، بلکه صرفاً بیان و روایت شده که لوط چه کاری کرد. این البته آخرین اشتباه لوط نبود، بلکه او بعدها در حالت مستی اجازه داد تا دخترانش با او همبستر شوند که از نظر اخلاقی در یهودیت و مسیحیت کار غیراخلاقی‌ای به حساب می‌آید، طوری که حتی رابطهٔ جنسی با بستگان دورتر همچون نَوه، حرام اعلام می‌شود.
بله، آن طور که در صفحهٔ نقد کتاب مقدس گفته شده، لوط مرتکب زنا با محارم شد، اما باید توجه کرد که لوط پیامبر خدا نبوده، بلکه صرفاً از این جهت که همجنس‌گرایی اهالی شهر ساکن در آن برایش آزار دهنده بود و پیام فرشتگان خدا را پذیرفت، که به دلیل دعای ابراهیم پیامبر نزد لوط آمده‌بودند، از این جهت او -نسبت به شرایط زمانی و فرهنگی- درستکار خوانده شده‌است.

### پاسخ به "ساخت بت و دعوت به بت‌پرستی از طرف هارون پیامبر و برادر موسی"
تفاسیر متفاوتی در مورد ساختن گوسالهٔ طلایی وجود دارد. با این حال یک تفسیر/احتمال این است که هارون (برادرِ موسی نبی) بت را احتمالاً تحت اجبار یا شاید حتی تهدید ساخته باشد. این احتمال از آن جا تقویت می‌شود که هارون در پاسخ به موسی، که از او پرسید "این قوم بر تو چه کرده بودند، که گناهی عظیم بر ایشان وارد ساختی؟" به موسی نبی چنین پاسخ می‌دهد: "خشم سرورم برافروخته نشود. تو خودت می‌دانی که این قوم به بدی گرایش دارند. به من گفتند برای ما خدایی بساز تا در مقابل ما حرکت کند، زیرا این موسی، مَردی که ما را از مصر بیرون آورده، نمی‌دانیم چه بر سر او آمده". همچنین در ادامهٔ روایت ماجرا مکتوب است، که هارون «افسار امّت اسرائیل را رها کرده» بود. این احتمال وجود دارد که هارون از این جهت خطا کرده‌باشد که به خاطر تهدید یا حتی شاید حفظ جان خود، اسرائیلیان را از پرستش گوساله منع نکرده بود، لیکن در هر صورت هارون نبود که داوطلبانه گوسالهٔ طلایی را ساخت. با این حال هارون نیز به همین دلیل مورد خشم خداوند قرار گرفت که با دعای بخشش موسی نبی، خداوند از گناه هارون/کوتاهیِ هارون در مسئولیتِ خود در خصوص "اَفسار زدن" به قوم اسرائیل گذشت کرد. همچنین مکتوب است که هنگامی که موسی نبی پس از بازگشت از کوه سینا و دیدن گوسالهٔ طلایی، پیش از مجازات الهی، یک فرصت توبه به امّت اسرائیل می‌دهد، قومِ لاوی (یکی از دوازده سبط اسرائیل) جزو توبه کنندگان هستند

### پاسخ به «مستی و زنای داود پیامبر با زن شوهردار»
داود، بر اساس کتاب مقدس، پادشاه اسرائیل و پیامبر بود. با این وجود، او در یک مرحله از زندگی خود مرتکب لغزش و گناه بزرگ زنا شد. این گناه او را خداوند با فرستادن پیامبر دیگر، به نام ناتان نبی به او نمایاند. داود هرچند توبه قلبی کرد، اما در هر صورت تبعات این گناه در نهایت منجر به از بین رفتن حکومت اسرائیل شد. توبهٔ داود نبی، توبهٔ صادقانه بود، هرچند که لغزش و گناه وی بسیار بزرگ بود. باید توجه داشت، داود نبی، با اینکه پادشاه بود و هیچ‌کس او را بابت اعمالش بازخواست نمی‌کرد، امّا وقتی صدای خداوند را از زبان ناتان نبی شنید، بدون تکبّر، معترف به گناه بزرگ خود شد و توبه کرد.
آموزه ای که می‌توان از این روایت تاریخی فراگرفت، این است که انسان، هرچقدر هم در گذشتهٔ خود بر طبق فرامان‌ها خداوند راه رفته باشد، امّا لغزش در هر لحظه در کمین اوست، همچون یهودای اسخریوطی، که ابتدا منتخب عیسی مسیح و جزو حواریون او بود، امّا به مسیح خیانت ورزید. با این تفاوت که داود نبی، با وجود لغزش بسیار بزرگ خود، از گناه خود توبه قلبی کرد.

### پاسخ به «فحاشی و مستینوحپیامبر»
آن طور که از آموزهٔ کتاب مقدس و به خصوص در انجیل و تعالیم عیسی مسیح برمیآید، احکام خداوند برای انسان‌ها در طول زمان متفاوت بوده‌است. مستی و مصرف بیش از حد الکل در مسیحیت صراحتاً جزو اعمال نادرست خوانده شد، اما تا قبل از آن منعی بر آن وجود نداشت. در یک مورد قابل توجه، ازدواجِ یعقوب با راحیل و لیه بود، که خواهر یکدیگر بودند. ازدواج هم‌زمان با دو خواهر هرچند از زمان شریعت یهود به بعد در کتاب مقدس حرام خوانده شد اما پیش از آن ظاهراً منع دینی بر آن وجود نداشت. به همین ترتیب، نوح نیز (که بسیار پیش تر از یعقوب و ابراهیم می‌زیست) در کتاب مقدس مردی درستکار نسبت به هم عصرانِ خود و دعوت کننده انسان‌ها به عدالت است. اما باید توجه کرد، که پیامبر بودن نوح، با استفاده از الکل تناقضی ندارد، چرا که خداوند منعی برای استفادهٔ متعادل از شراب قرار نداده‌است.
حال آن که دو نکته را باید در نظر داشت:
- در کتاب مقدس مکتوب است که نوح نبی "شراب نوشید و مست شد و در میان خیمهٔ خود برهنه گردید".[۱۱۸] اول اینکه نوح نبی در «خیمهٔ خود» برهنه گردید، نه جای دیگر و این خیمهٔ خصوصی او بوده و شاید نوح نبی می‌خواسته با همسرش همبستر شود. با این حال این‌ها احتمالاتی هستند که می‌تواند وجود داشته باشد، اما هیچ‌کدام قطعی نیست.
- برخلاف آنچه در صفحهٔ «نقد کتاب مقدس» نوشته شده، نوح «فحّاشی» نکرد، بلکه نفرین کرد.[۱۱۹] نکتهٔ بسیار مهم اینکه: محل بحث است که آیا "حام" پسر نوح بود که برهنگی پدر خود را تمسخر کرد، یا اینکه کنعان (پسرِ حام=نوهٔ نوح)؟ چرا که بر اساس کتاب مقدس، نوح پس از بازیافتن هوشیاری خود متوجه شد که "پسر جوان تر"[۱۲۰] چه کرده‌است و سپس «کنعان» را لعنت کرد. حال آن که به نظر می‌رسد حام فرزند جوان‌تر نوح نبود و او نبود که برهنگی نوح در خیمهٔ خود را به استهزا گرفت، زیرا در حالی که کتاب مقدس، فرزندان را یا به ترتیب سنّی از بزرگ‌تر به کوچک‌تر، یا بر اساس مهم و ویژه بودن لیست می‌کند، در ذکر نام پسران نوح، (سام، حام و یافث) همواره حام را به عنوان دومین فرزند نوح نام برده‌است.[۱۲۱][۱۲۲] این فرضیه همچنین همخوانی دارد با متن تورات، که از سام به عنوان برادر بزرگ‌تر یافث ذکر می‌کند.[۱۲۳] درخصوص حام امّا، تورات هرگز از حام به عنوان کوچک‌ترین فرزندِ نوح نام نبرده‌است. از سوی دیگر، برخلاف حام، بسیار محتمل است که «کنعان» جوان ترین/کوچک‌ترین فرزند حام بوده باشد،[۱۲۴] چرا که در لیست اعقاب حام، کنعان آخرین فرزند نام برده شده‌است.[۱۲۵] در ضمن، حتی پیش از ذکر روایت مورد بحث، تأکید خاصی بر روی کنعان وجود دارد، به نحوی که نام فرزندان نوح پس از نجات یافتن از طوفان و خارج شدن از کشتی اینگونه ذکر شده :"پسران نوح که از کشتی بیرون آمدند، سام و حام و یافث بودند. حام پدر کنعان است".[۱۲۲] این تأکید به نظر می‌رسد تمرکز خاصی بر روی «کنعان» دارد و نقشی که او در چند آیه بعدتر، در دیدن برهنگی نوح دارد. از طرف دیگر، عبارت «پسر جوان ترِ نوح» می‌تواند به کنعان اشاره داشته باشد، چرا که در کتاب مقدس، در موارد دیگری نیز از نوه یا نتیجه با عنوان فرزند یاد شده‌است.[۱۲۶][۱۲۷] در نهایت به نظر می‌رسد که کنعان با قصد و به عمد با سرک کشیدن به خیمهٔ خصوصی نوح، برهنگیِ او را دیده، و به این ترتیب به نوح بی‌احترامی کرده‌است؛ وقتی حام به غیرعمد و غیر از قصد بی‌احترامی، نوح را برهنه می‌یابد، ماجرا را با برادران خود در میان می‌گذارد که چه اتفاقی افتاده. در نتیجه، مطابق این تفسیر، کنعان بود که به نوح بی‌احترامی کرد و مورد لعن قرار گرفت، نه حام.[۱۲۸] هرچند این یکی از تفاسیر است و تفسیر رسمی‌ای در خصوص این روایت وجود ندارد.